# تشيا ملكه (مقاطعة دلفان)
تشيا ملكه (بالفارسية: چیا ملکه) هي قرية تقع في قسم كاكاوند الغربي الريفي (مقاطعة دلفان) في إيران.